# Вујадин Зоговић
Вујадин Зоговић Вујо (Мурино, код Андријевице, 17. март 1914 — Тјентиште, код Фоче, 24. мај 1943), учесник Народноослободилачке борбе и народни херој Југославије.

## Биографија
Рођен је 13. марта 1914. године у селу Мурину, код Андријевице. Потиче из сиромашне сељачке породице. Основну школу је завршио у родном селу истовремено чувајући стоку и помажући у другим кућним пословима. Иако је био сиромашни сељак, који је често морао радити у надницу код богатијих сељака, порилично је улагао у своје образовање, посебно како би поправио свој тежак материјални положај. Био је један од првих сељака у свом крају који је направио сушару за шљиве.
До почетка Другог светског рата се није бавио политиком, али је познавао неколико комуниста који су у периоду од 1936. године деловали на подручју тадашње полимске општине. Након окупације земље, повезао се са њима и активно учествовао у припреми Тринаестојулског устанка у свом крају. Био је задужен за рад на прикупљању оружја, па је успео да набави један пушкомитраљез који је извадио из Плавског језера.
Као припадник Полимског герилског одреда, 17. јула 1941. године у нападу на италијанску карабињерску посаду у Мурину. Током лета 1941. године био је борац Комског партизанског одреда са којим је учествовао у разним борбама, а потом је као борац Црногорско-санџачког одреда учествовао у Пљеваљској битци.
Заједно са осталим борцима Ловћенског батаљона ступио је 21. децембра 1941. године у тада формирану Прву пролетерску ударну бригаду. Био је најпре борац, а потом командир вода и на крају заменик командира чете у Првом црногорском батаљону. Са овом јединицом учествовао је у многим борбама током 1942. и 1943. године. Истицао се као вешт и храбар борац-пушкомитраљезац, који се испољавао у многим борбама.
Посебно се истакао у борби са четницима, 7. јануара 1942. године у Округлици, када је продро у четнички Штаб и изненађене четнике приморао на предају. Истакао се у борбама на Улогу, фебруара 1942. када је заједно са борцима Војом Абрамовићем и Милијом Влаховићем уништио групу усташа у селу Махала и на тај начин омогућио Другој чети да пређе у напад на сам Улог. Приликом напада на Бугојно, августа 1942. године заједно са десетаром Војом Абрамовићем је успео да из окружења изведе групу бораца. Истицао се и у другим борбама — за Ливно, Јајце, Иван седло и др.
Због својих истакнутих заслуга у борби, као и због привржености Народноослободилачком покрету, 1942. године је био примљен у чланство Комунистичке партије Југославије (КПЈ). Марта 1943. године, у току Четврте непријатељске офанзиве, био је тешко рањен на Чичеву.
Погинуо је 24. маја 1943. године тешким борбама са немачком 118. ловачком дивизијом, током битке на Сутјесци, када је Прва пролетерска дивизија, покушала пробој преко реке Дрине, на одсеку Фоча-Шћепан поље.
Указом председника Федеративне Народне Републике Југославије Јосипа Броза Тита, 13. јула 1953. године, проглашен је за народног хероја.